# Johan Brautigam
Johan Brautigam (Uithoorn, 18 mei 1878 - Rotterdam, 24 juni 1962) was een Nederlandse vakbondsbestuurder en politicus. Hij was mede de grondlegger van de Centrale Bond van Transportarbeiders en voorman van de SDAP te Rotterdam.

## Levensloop

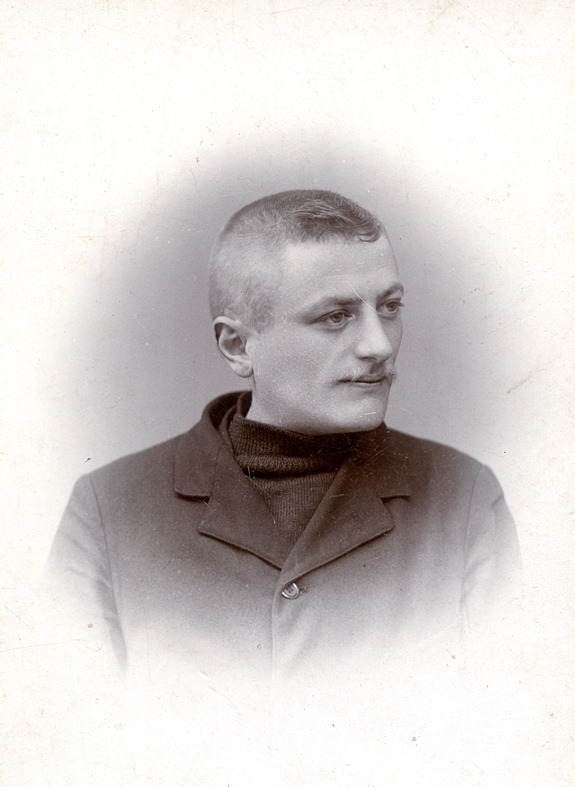
Johan Brautigam

Brautigam was de zoon van Johan George Brautigam, en Gerarda van Beek. Hij groeide op in rooms-katholiek middenstandsmilieu in Noord-Holland in een dorpje aan de Amstel, waar zijn vader een eigen bedrijf als viskoper runde.
Tijdens het interbellum zat hij zowel in de gemeenteraad van Rotterdam, in de Provinciale Staten van Zuid-Holland als (voor het grootste deel) in de Tweede Kamer.
In Rotterdam was hij van 1931 tot 1933 wethouder van maatschappelijk hulpbetoon en volkshuisvesting en van 1935 tot 1942 wethouder van openbare werken en volkshuisvesting. Laatstgenoemde functie werd beëindigd doordat de Duitse bezetter hem ontsloeg.
Vanwege zijn bijzondere verdiensten werd aan Brautigam de Van Oldenbarneveltpenning toegekend; dit is de hoogste gemeentelijke onderscheiding van de stad Rotterdam.

## Persoonlijk
Op 12 juli 1905 trouwde hij met Angenis Geertruy van Beek. Dit huwelijk bleef kinderloos en werd ontbonden op 14 augustus 1912. Op 13 november 1912 hertrouwde hij met Catharina Clasina van Duijn, met wie hij drie dochters, onder wie Gerda Brautigam (onder meer lid van de Tweede Kamer voor de PvdA), en drie zoons kreeg.